# اختلال متابولیسمی کبد
کبد نقش اساسی در حفظ تعادل متابولیسمی بدن را بر عهده دارد. بنابراین بیماری‌های مهم کبدی با تظاهرات گوناگون اختلال در متابولیسم بدن همراه می‌باشد. کبد دارای ظرفیت ذخیره‌ای چشم گیری است که اجازه آشکار شدن تغییرات متابولیسمی را در جریان آسیب سلولی کم یا حتی متوسط کبد را نمی‌دهد.
اعمال بیوشیمیایی که کبد نقش مهمی در آنها دارد عبارتند از:
۱- متابولیسم واسطه‌ای آمینواسیدها و کربوهیدراتها
۲- ساخت و تخریب پروتئین‌ها و گلیکوپروتئینها
۳- متابولیسم و تخریب داروها و هورمونها
۴- تنظیم متابولیسم چربی و کلسترول.
اختلال این اعمال در اشکال گوناگون بیماری پارانشیمی کبد ممکن است. اختلالات متابولیسمی بیشتر در بیمارانی مشاهده می‌شود که بیماری کبدی پیشرفته‌ای دارند و تظاهرات آنها صرف‌نظر از علت اولیه آسیب کبدی شبیه به هم است. مانند هپاتیت مزمن شدید، سیروز کبدی و سیروز متعاقب نکروز.

## متابولیسم کربوهیدراتها
کبد برای اینکه قند خون را متوسط نگه دارد ترکیبی از گلیکوژنز، گلیکوژنولیز، گلیکولیز و گلوکونئوژنز را مورد استفاده قرار می‌دهد. این مسیرها توسط هورمونهای انسولین، گلوکاگون، هورمون رشد و برخی از کاتکول آمین‌ها کنترل می‌شوند. امروزه اهمیت جذب گلوکز با واسطه انسولین توسط هپاتوسیتها (حساسیت هپاتوسیتها به انسولین) در تنظیم گلوکز خوراکی مورد تردید است. زمانی فرد گرسنه می‌شود که انسولین خون پایین وگلوکاگون خون بالاست. کبد جهت هومئوستاز گلوکز، روندهای گلیکوژنولیز و گلوکونئوژنز را به کار می‌اندازد. کبد بعد از خوردن غذا، آلانین و آمینواسیدهای شاخه دار را به بافتهای محیطی می‌فرستد و این آمینواسیدها در بافتها در ساخت پروتئین ماهیچه ای شرکت می‌کنند. این مسیرهای دو جانبه چرخه گلوکز آلانین را تشکیل می‌دهد که توسط تغییرات همه‌جانبه‌ای که در هورمونها اتفاق می‌افتد تعدیل می‌شود.
اختلالات متابولیسم گلوکز در سیروز شایع هستند. شایع‌ترین اختلال هیپرگلیسمی و عدم تحمل گلوکز می‌باشد. بالا رفتن گلوکز علی‌رغم مقادیر طبیعی یا بالای انسولین پلاسما نشان می‌دهد که مقاومت به انسولین بیش از کمبود انسولین مسئول این امر است. یکی از عواملی که ممکن است نقشی در مقاومت به انسولین داشته باشد، کاهش توانایی کبد در متابولیزه کردن گلوکز به دلیل کاهش توده سلولهای سالم می‌باشد. همچنین نقایص گیرنده انسولین در هپاتوسیتهای بیماران مبتلا به سیروز مشاهده شده‌است. این امر همچنین به علت کاهش کلیرانس کبدی انسولین و گلوکاگون خون که ناشی از شانت پورتوسیستمیک است.

## عواملی که به هیپر گلیسمی منجر می‌شوند
- کاهش برداشت گلوکز توسط کبد
- کاهش ساخت گلیکوژن در کبد
- اختلالات هورمونی
- افزایش انسولین
- مقاومت کبد به انسولین
- افزایش گلوکاگون
- مقاومت محیطی نسبت به انسولین
- کاهش کورتیزول
- شانت پورسیستمیک گلوکز

## عواملی که بههیپوگلیسمیمنجر می‌شوند
- کاهش گلوکونئوژنز
- مقاومت کبد نسبت به گلوکاگون
- هیپرانسولینمی به دلیل شانت پورتوسیستمیک
- کاهش میزان گلیکوژن کبدی
- مصرف ناچیز گلوکز از راه دهان

به علت رسوب آهن در پانکراس میزان انسولین و گلوکاگون در خون در بیماران مبتلا به هموکروماتوز بالا می‌رود. در واقع سطح انسولین ممکن است کاهش یابد و گاهی اوقات دیابت شیرین نیز به‌طور همزمان عارض می‌شود. همین‌طور ممکن است در بیماران مبتلا به سیروز، سطح لاکتات سرم افزایش داشته باشد. ذخایر کبدی گلیکوژن پس از یک روز گرسنگی تهی می‌شود. دلایل هیپوگلیسمی در مرحله انتهایی سیروز موارد زیر می‌باشد:
۱-کاهش ذخایر کبدی گلیکوژن
۲-کاهش پاسخ دهی به گلوکاگون یا کاهش ظرفیت ساخت گلیکوژن به علت تخریب وسیع پارانشیم کبدی.